# Nina Wang
Nina Wang (chinesisch 王龔如心, Pinyin Wáng Gŏng Rúxīn, Jyutping Wong4 Gung1 Jyu4sam1; * 29. September 1937 in Shanghai, China; † 3. April 2007 in Hongkong), geborene Kung Yu-sum aka Kung Yu Sum (龔如心,  Gŏng Rúxīn, Jyutping Gung1 Jyu4sam1), war eine chinesische Unternehmerin. Mit einem geschätzten Vermögen von 9,3 Mrd. Euro galt sie als die reichste Frau Asiens.
1955 heiratete sie Teddy Wang (王德輝), mit dem sie bereits seit ihrem 13. Lebensjahr zusammen war. Sie zogen von Schanghai nach Hongkong, wo Teddy im Familienunternehmen Chinachem arbeitete, ein Chemieunternehmen im Agrarsektor, das sich in den 1960er Jahren allmählich in Richtung Bau- und Immobilienentwicklung wandelte und zu einem der größten Privatunternehmen in Hongkong wurde. Nach ihr ist der Hochhauskomplex Nina Towers in Tsuen Wan benannt.

## Kidnapping
Am 12. April 1983 wurde der PKW des Ehepaars gekapert. Teddy Wang wurde für acht Tage an ein Bett gefesselt festgehalten, bis seine Frau Nina 11 Millionen US-Dollar Lösegeld bezahlte. Am 10. April 1990 wurde Teddy erneut entführt. Nach seinem Verschwinden übernahm Nina Wang die Führung des Unternehmens und baute sie weiter aus. Teddy Wang wurde 1999 gerichtlich für tot erklärt, obwohl seine Leiche bis heute nicht gefunden wurde.

## Rechtsstreit gegen Schwiegervater
Aufgrund der gerichtliche Erklärung, dass der Ehemanns Nina Wangs, Teddy Wang, nach seinem Verschwinden als verstorben gilt, entstand ein achtjährig andauernder Rechtsstreit zwischen Nina Wang (alias Nina Kung bzw. Nina T.H. Wang) und ihren Schwiegervater Wang Din Shin (alias Wong Din Shin). Die höchste gerichtliche Instanz für Berufsverfahren, der „Hong Kong Court of Final Appeal“ (HKCFA), widerrief das frühere Urteil des „High Court of SAR“ von 2005, dass das handschriftliche Testament Teddy Wangs eine Fälschung sei, wodurch Nina Wang dieses Verfahren gegen ihren Schwiegervater Wang Din Shin gewann und die Kontrolle über das Familienunternehmen bzw. die Immobilien von Chinachem behielt.

## Tod
Am 4. April 2007 gab Chinachem bekannt, dass Nina Wang am Vortag im Hong Kong Sanatorium & Hospital verstorben war. Die Todesursache wurde nicht bekannt gegeben, aber gemäß Medienberichten soll sie an Krebs (Gebärmutterkrebs) gelitten haben. Nina Wang hatte keine Kinder, wurde aber von zwei Geschwistern überlebt. In einem Testament von 2002 vermachte Nina Wang ihr Vermögen von umgerechnet rund 3,1 Milliarden Euro einer Wohltätigkeitsorganisation, die sie selbst gegründet hatte.

## Rechtsstreit gegen Feng Shui-Meister
Es tauchte eine weitere Testamentsfassung auf, der zufolge Nina Wang 2002 den ehemaligen Feng-Shui-Meister Peter Chan Chun Chuen (陳振聰) als Alleinerben eingesetzt habe. Dagegen erhoben Angehörige und Bekannte Klage. Im Juli 2013 urteilte das „High Court of SAR“ in Hongkong – instanzrechtlich auf gleicher Stufe mit dem „Senior Courts of England and Wales“ und trotz der Bezeichnung „High Court“ mit diesem vergleichbar –, Peter Chan Chun Chuen habe das Testament gefälscht, und verurteilte ihn zu zwölf Jahren Gefängnis. Am 3. Juli 2021 wurde Peter Chan wegen guter Führung vorzeitig aus der Haftanstalt in Stanely entlassen.